# Demonax quinquecinctus
Demonax quinquecinctus là một loài bọ cánh cứng trong họ Cerambycidae.